# Eurytoma crotolariae
Eurytoma crotolariae är en stekelart som beskrevs av Jean Risbec 1951. Eurytoma crotolariae ingår i släktet Eurytoma och familjen kragglanssteklar. Inga underarter finns listade i Catalogue of Life.